# دنیل روبن
دنیل روبن (فرانسوی: Daniel Robin‎; زاده ۳۱ مه ۱۹۴۳ – درگذشته ۲۳ مه ۲۰۱۸) کشتی‌گیر اهل فرانسه بود.
از افتخارات وی میتوان به کسب مدال نقره کشتی آزاد و فرنگی در بازی‌های المپیک تابستانی ۱۹۶۸ اشاره کرد.